# Tommy Hilfiger (empresa)
Tommy Hilfiger BV (/hɪlˈfɪɡər/; hil-FIG-ər), anteriormente conhecida como Tommy Hilfiger Corporation e Tommy Hilfiger Inc., é uma marca americana de roupas de luxo que fabrica vestuário e produtos licenciados, como calçados, acessórios, fragrâncias e artigos de decoração para casa. A empresa foi fundada em 1985, e os produtos da marca são vendidos em lojas de departamento e mais de 2.000 lojas de varejo independentes em 100 países.
Em 2006, a empresa de capital privado Apax Partners adquiriu a empresa por aproximadamente US$ 1,6 bilhão.  Em março de 2010, a PVH Corp., então conhecida como Phillips-Van Heusen, comprou a empresa. Daniel Grieder foi nomeado CEO em julho de 2014, enquanto o fundador Tommy Hilfiger continua sendo o principal designer da empresa, liderando as equipes de design e supervisionando todo o processo criativo. As vendas globais no varejo por meio da marca foram US$9,1 bilhões em 2022.

## História

### Século XX

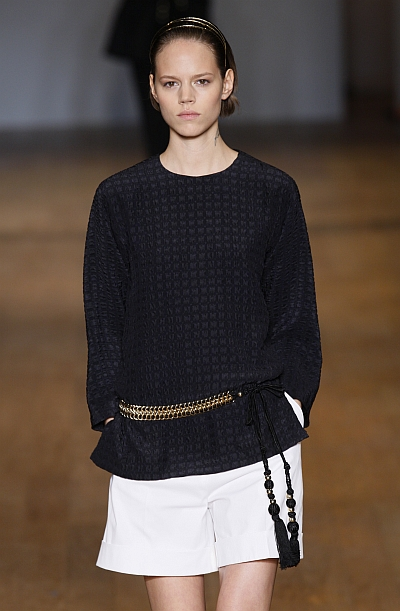
Freja Beha Erichsen na Tommy Hilfiger em 2009

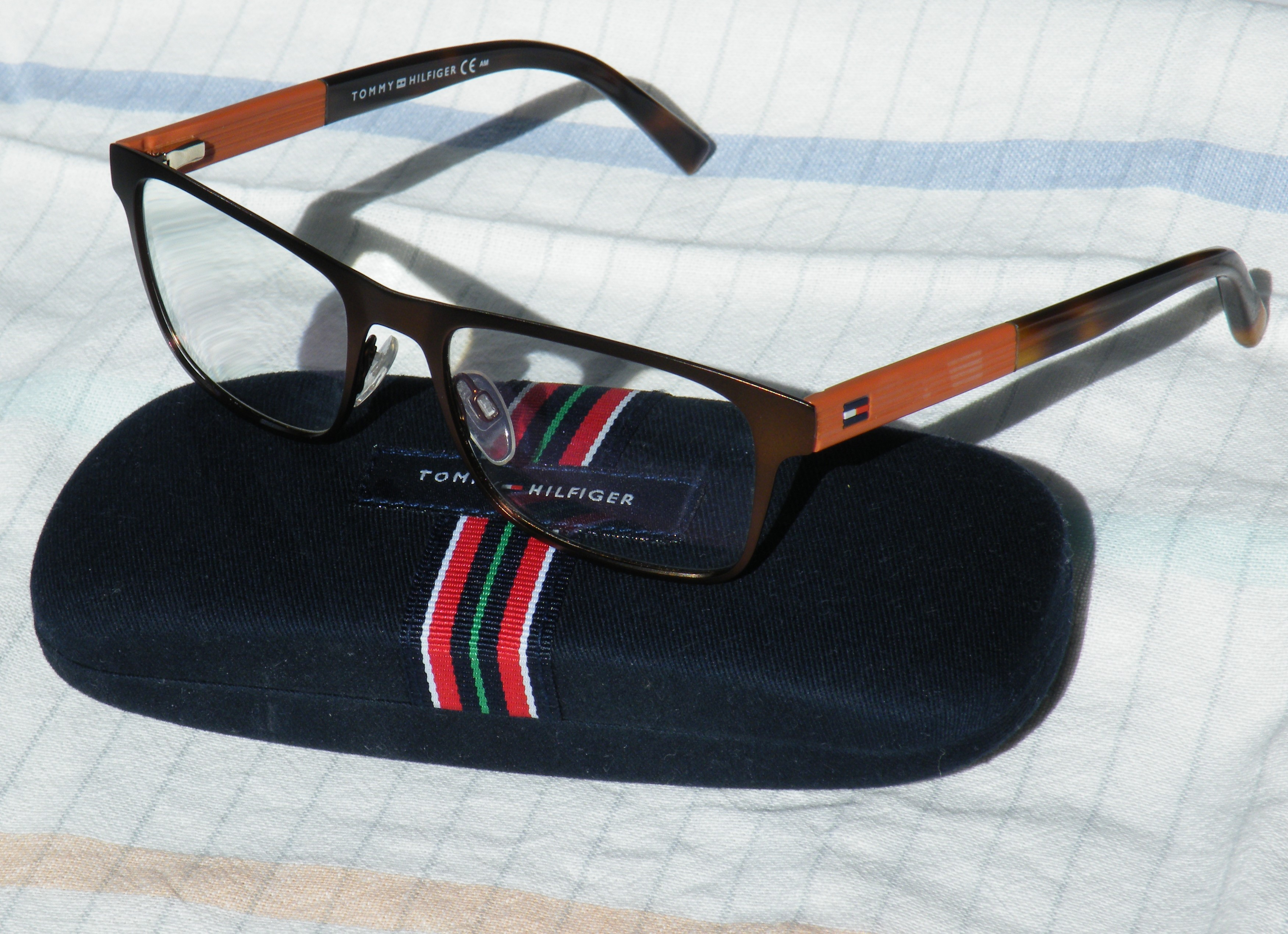
Óculos de grife Tommy Hilfiger

A carreira de Tommy Hilfiger na moda começou em 1968, quando ele foi cofundador de uma loja de roupas e discos chamada People's Place, no estado de Nova York. Usando US$ 150 que ele havia economizado trabalhando em um posto de gasolina como dinheiro inicial, ele supervisionou a expansão da empresa para uma rede de dez lojas. Apesar do sucesso inicial, a People's Place entrou com pedido de falência em 1977. Em 1979, Hilfiger mudou-se para Nova York para seguir carreira como designer de moda,  trabalhando em várias marcas diferentes.
No início da década de 1980, ele conheceu Mohan Murjani, um magnata têxtil indiano que esperava lançar uma linha de roupas masculinas. Com o apoio de Murjani em 1985, Hilfiger estreou sua primeira coleção exclusiva, que apresentava versões modernizadas de camisas de botão, calças chino e outros estilos clássicos como preppy. A atitude casual e juvenil desses primeiros designs permaneceria como uma característica das coleções posteriores da empresa. A nova linha de roupas estreou com uma campanha de marketing de alto nível, que incluiu um grande outdoor na Times Square.
A marca Tommy Hilfiger deixou a Murjani International em 1989, com Silas Chou fornecendo apoio financeiro. Naquele ano, Lawrence Stroll e Joel Horowitz, ambos ex-executivos da Ralph Lauren, foram contratados como executivos da recém-formada empresa Tommy Hilfiger, Inc., que tinha um foco inicial em roupas esportivas casuais masculinas.
A Tommy Hilfiger Corporation abriu o capital em 1992.  Após licenciar a Pepe Jeans USA em 1995, em 1996 a Tommy Hilfiger Inc. começou a distribuir também roupas femininas. No final do ano seguinte, Hilfiger abriu sua primeira loja em Beverly Hills, seguida por uma loja em Londres em 1998. A empresa lançou sua linha de cama e banho em 1998.
Ao longo da década de 1990, a divisão de marketing da empresa trabalhou em conjunto com a indústria da música popular e, já em 1993, a Hilfiger foi patrocinadora oficial da turnê Psychoderelict de Pete Townshend.
O estilo de roupa de Hilfiger tornou-se cada vez mais popular na cena "preppy" americana e na moda hip hop,  e quando Snoop Dogg usou um moletom Hilfiger durante uma aparição no Saturday Night Live na década de 1990; ele esgotou nas lojas de Nova York no dia seguinte. Hilfiger cortejou o novo mercado do hip hop, e rappers como Puff Daddy e Coolio compareceram aos seus desfiles. As roupas foram comercializadas em conexão com a indústria musical, com coleções frequentemente influenciadas pela moda das subculturas musicais, e a cantora americana de R&B Aaliyah se tornou a porta-voz da Tommy Hilfiger Corporation em 1997.
Em 1997, a empresa patrocinou a turnê If It Makes You Happy de Sheryl Crow. Em 1999, patrocinou Britney Spears ...Turnê Baby One More Time e a turnê Freedom de Lenny Kravitz.

### Século XXI

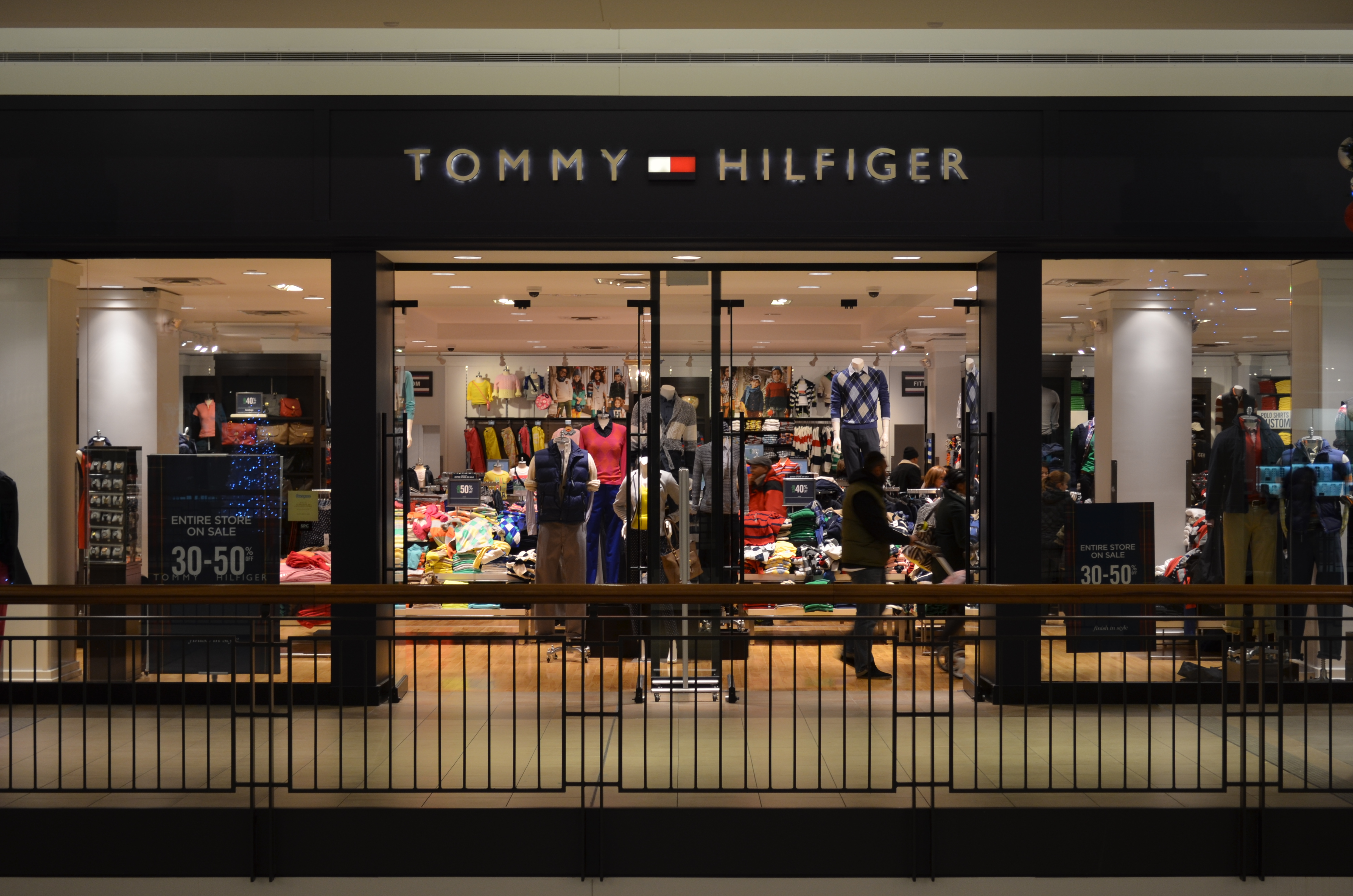
Fachada da loja Tommy Hilfiger dentro do Fairview Mall em Toronto em 2014

No geral, entre 2000 e 2009, as vendas caíram de cerca de 1,9 mil milhões de dólares  para 700 milhões de dólares. Em 2003, o executivo da Hilfiger, Fred Gehring, e a Hilfiger decidiram investir ainda mais no crescente público estrangeiro da marca, concentrando-se novamente no estilo original da marca, o "clássico estilo americano", e desenhando as roupas na cidade de Nova York. Gehring também adaptou o modelo de negócio para se adequar à cultura de varejo europeia, buscando parcerias com lojas de departamento europeias e com butiques menores, assinando 4.500 delas em 15 países. Hilfiger também se esforçou para manter a exclusividade da marca de grife Hilfiger ao assinar um acordo para distribuir as linhas mais vendidas da Hilfiger apenas na Macy's.
Hilfiger endossou produtos como True Star, uma fragrância que foi lançada em 2004 com Beyoncé Knowles como garota-propaganda. A True Star ganharia o prêmio FiFi de Melhor Nova Fragrância Comercial. Em 2004, a empresa Tommy Hilfiger Corporation tinha receitas de aproximadamente US$ 1,8 bilhão e 5.400 funcionários. Em 2006, a Tommy Hilfiger vendeu a Tommy Hilfiger Inc. por US$ 1,6 bilhão para a Apax Partners, uma empresa de investimento privada. Após a aquisição, Gehring assumiu o controle da sede americana da Tommy Hilfiger, bem como da Europa.
Em Março de 2010, a Phillips-Van Heusen (PVH Corp.) comprou a Tommy Hilfiger Corporation por 3 mil milhões de dólares, num negócio que foi quase sete vezes superior ao que a PVH tinha pago pela Calvin Klein em 2003. Fred Gehring, que lançou a divisão europeia da Hilfiger em 1996, assumiu o papel de CEO da Hilfiger.
Em janeiro de 2015, a Tommy Hilfiger inaugurou um showroom de vendas digitais na sua sede em Nova Iorque, que a publicação WGSN opinou que iria "transformar o processo de compra tradicional". Com planos para abrir showrooms noutras cidades, Hilfiger descreveu o showroom como "uma inovação do processo de encomenda com potencial de poupança de custos ao longo de toda a cadeia de valor".
Em agosto de 2015, Gehring deixou o cargo de presidente do Tommy Hilfiger Group, embora tenha mantido seu papel na PVH. Tommy Hilfiger continua sendo o principal designer da empresa, liderando as equipes de design e supervisionando todo o processo criativo.
Em 2020, a PVH anunciou que, como parte de sua política de bem-estar animal, a empresa não usa peles exóticas e proibiria seu uso nas coleções Tommy Hilfiger quando "nossa atualização anual dessa política fosse lançada".
Em 2021, Tommy Hilfiger lançou sua primeira coleção sem gênero em colaboração com Indya Moore.

## Linhas de produtos
A Tommy Hilfiger entrega seus produtos em todo o mundo sob as marcas Tommy Hilfiger e Hilfiger Denim, e também tem uma variedade de coleções, incluindo Hilfiger Collection, Tommy Hilfiger Tailored, roupas esportivas masculinas, femininas e infantis, jeans, acessórios e calçados. Além disso, a marca é licenciada para uma variedade de produtos, como fragrâncias, óculos, relógios e artigos de decoração.
- Tommy Hilfiger – a linha principal da Tommy Hilfiger Corporation, assim como as outras linhas da empresa, é influenciada pela moda americana clássica, ou mais especificamente pelo que a empresa chama de "preppy com um toque". Tem como alvo clientes na faixa etária de 25 a 40 anos.
- Hilfiger Denim – mais casual que a marca Tommy Hilfiger, tem como público-alvo homens e mulheres na faixa etária de 18 a 30 anos. Além dos jeans, a linha também inclui peças separadas em denim, calçados, bolsas, acessórios, óculos e fragrâncias.
- Coleção Hilfiger – destinada às mulheres, a linha de roupas combina influências americanas clássicas com estilos contemporâneos. As roupas são comercializadas para mulheres de 25 a 40 anos. Os designs são lançados periodicamente durante a New York Fashion Week .
- Tommy Hilfiger Tailored – uma linha de roupas masculinas americana destinada ao público de 25 a 40 anos. Os estilos variam de ternos formais a roupas casuais, com foco no que o site do Tommy Hilfiger Group descreve como "ajuste preciso, tecidos premium, cortes atualizados, cores ricas e detalhes luxuosos".

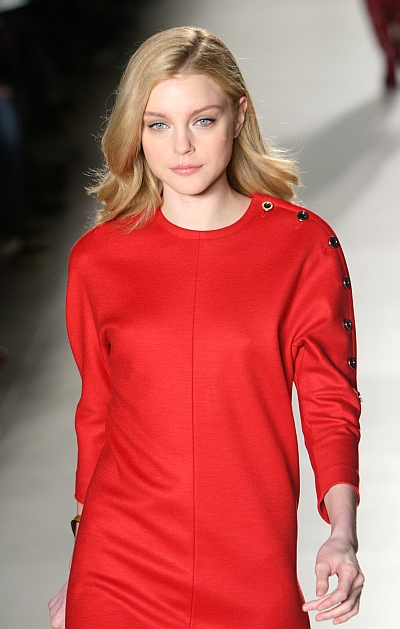
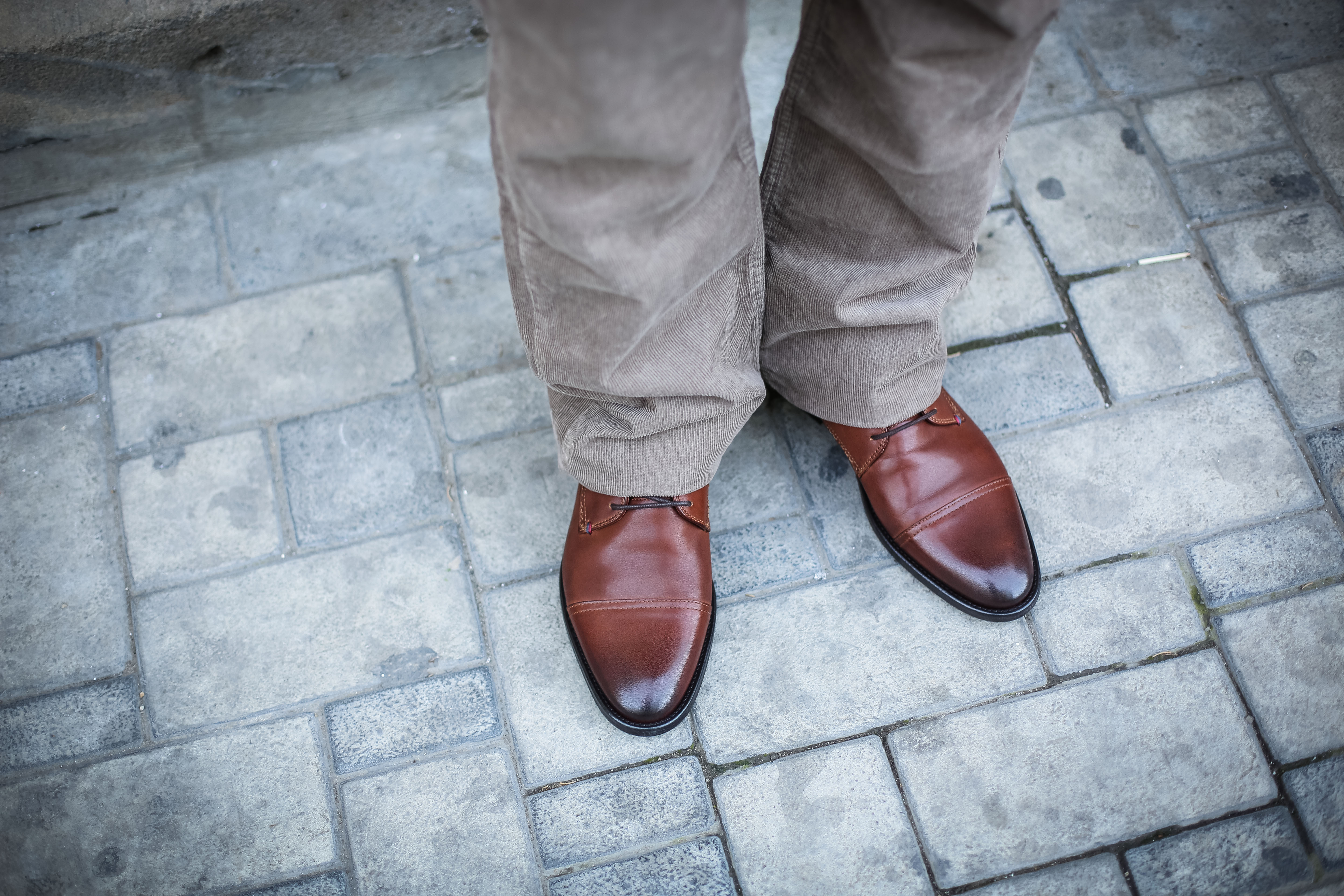
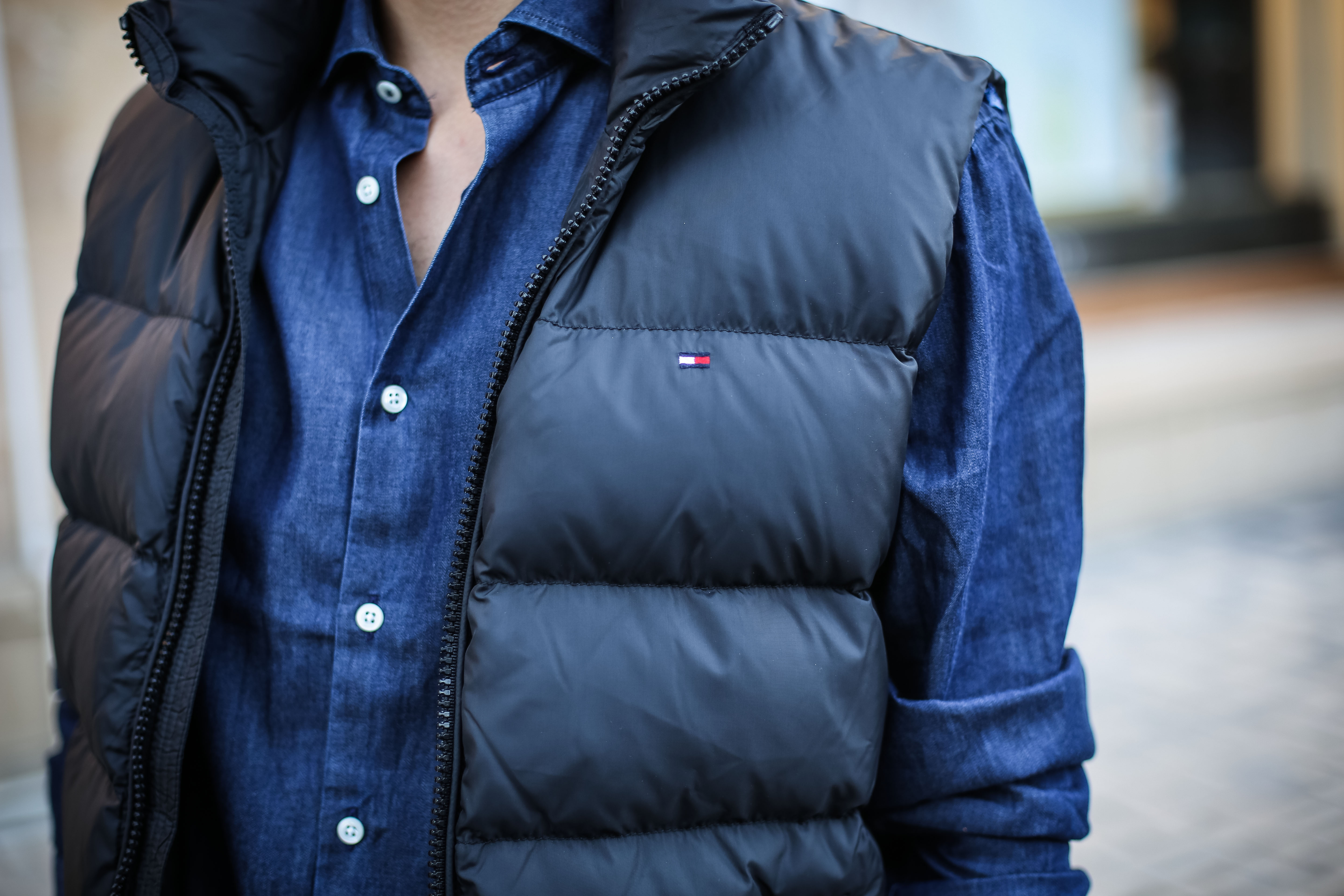
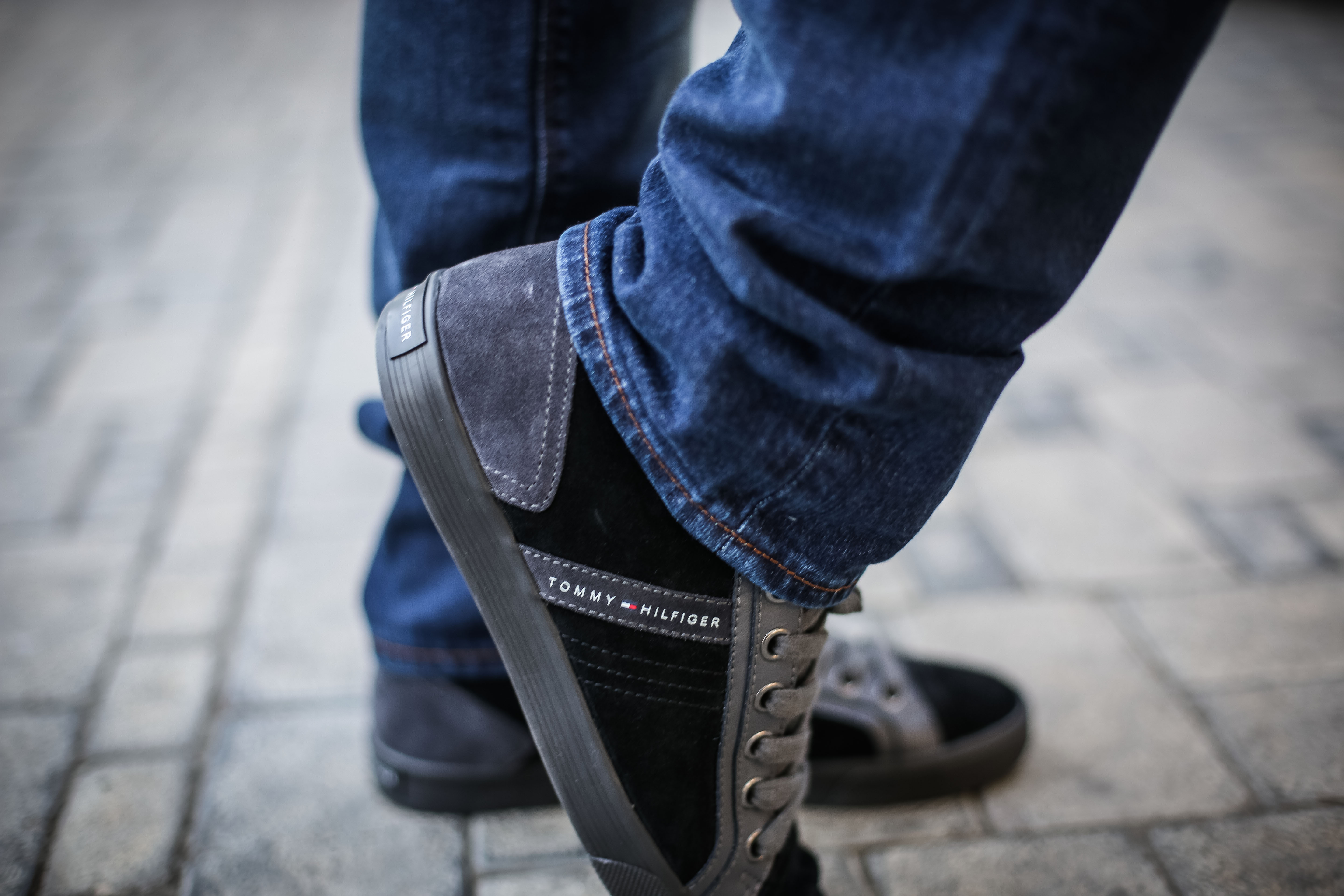
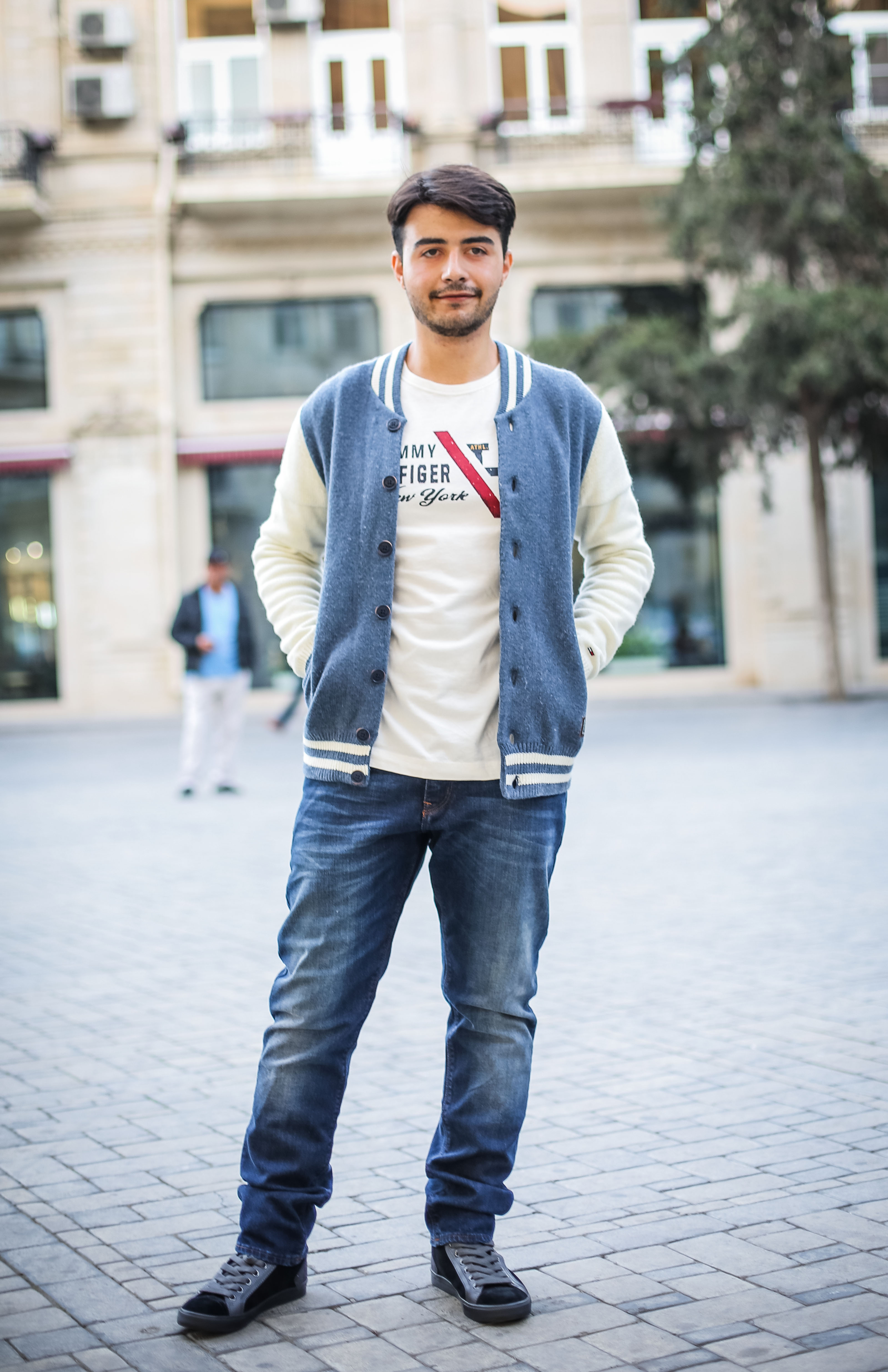

## Condições de trabalho
No final da década de 1990, Tommy Hilfiger e outras grandes empresas têxteis americanas, como Calvin Klein e Sears, foram rés em uma ação coletiva alegando que roupas de luxo estavam sendo fabricadas em condições de exploração em Saipan. Após um acordo coletivo que não admitiu qualquer responsabilidade, em março de 2000, a Tommy Hilfiger voluntariou-se para permitir a supervisão independente da sua produção na ilha. Em Março de 2012, a ABC transmitiu uma reportagem que indicava que 29 trabalhadores tinham morrido num incêndio numa fábrica em 2011 no Bangladesh, tendo a Tommy Hilfiger Corporation sido incluída entre os clientes da fábrica.  A PVH Corp. emitiu um comunicado de imprensa em resposta, afirmando que iria comprometer 1 milhão de dólares num programa de dois anos para ajudar a facilitar os programas de segurança.
Em 2016, o Comitê Indiano dos Países Baixos (ICN) relatou que trabalhadores têxteis em Bangalore estavam trabalhando em condições semelhantes à escravidão. As empresas de vestuário H&M, Inditex, C&A e PVH comprometeram-se publicamente a "melhorar a vida dos trabalhadores em Bengaluru" após o relatório, enquanto a PVH também anunciou que iria investigar de forma independente e estabelecer novas diretrizes para os seus fornecedores.
Pesquisa acusa a Hilfiger de receber e distribuir produtos de campos de trabalho forçado chineses para o povo uigur. A Zhejiang Sunrise Garment Group Co. desempenha um papel fundamental na produção, administrando o negócio.

## Anúncio
Em 1985, para ajudá-lo a lançar sua primeira coleção, Hilfiger contratou o anunciante e designer gráfico George Lois para fazer um outdoor para o centro da Times Square, na cidade de Nova York. Em vez de modelos, o anúncio apresentava as iniciais de três designers de moda famosos: "PE" (Perry Ellis), "RL" (Ralph Lauren), "CK" (Calvin Klein), e anunciava que "TH" (Tommy Hilfiger) seria o próximo grande designer de moda masculina. O outdoor criou um rebuliço na imprensa de moda e conseguiu criar consciência sobre o nome Hilfiger. Nos anos seguintes, Hilfiger e Lois colaboraram novamente em outros anúncios para a marca Hilfiger. Uma campanha, em 1990, comparou o estilo americano de Hilfiger com outros clássicos "americanos icônicos", como o Ford Thunderbird de 1955 e a moto Harley-Davidson de 1940. A Hilfiger cortejou o novo mercado do hip hop na década de 1990, e rappers como Puffy e Coolio desfilaram durante seus shows.
A marca criou o tour publicitário "Prep World" em 2011, que contou com lojas pop-up especializadas em Paris, Nova York, Londres, Estocolmo, Los Angeles, Madri, Milão, na ilha alemã de Sylt e na cidade belga de Knokke. Hilfiger fez aparições pessoais com a autora e especialista em estilo preppy Lisa Birnbach, além de criar uma coleção especial de roupas para apoiar a iniciativa. O 30º aniversário da marca foi em 2015, e a empresa comemorou a ocasião com uma turnê de moda. Entre outros eventos, em Pequim, em maio de 2015, a marca recriou seu desfile da New York Fashion Week internacionalmente pela primeira vez.  O casal Olivia Palermo e Johannes Huebl também foi convidado como editores para as coleções masculina e feminina do verão de 2015. Para o outono de 2015, Rafael Nadal é o embaixador da marca para as coleções de roupas íntimas Tommy Hilfiger e Tommy Hilfiger Tailored.   As coleções de 2015 incluíram temas de casamento e futebol americano. Em fevereiro de 2015, a coleção de futebol foi exibida em um estádio de futebol americano para o outono e inverno.
Zendaya foi a embaixadora global feminina na primavera de 2019. Ela também projetou uma coleção cápsula Tommy x Zendaya.
William Chan foi o porta-voz global da marca para moda masculina em 2021.

## Patrocínios

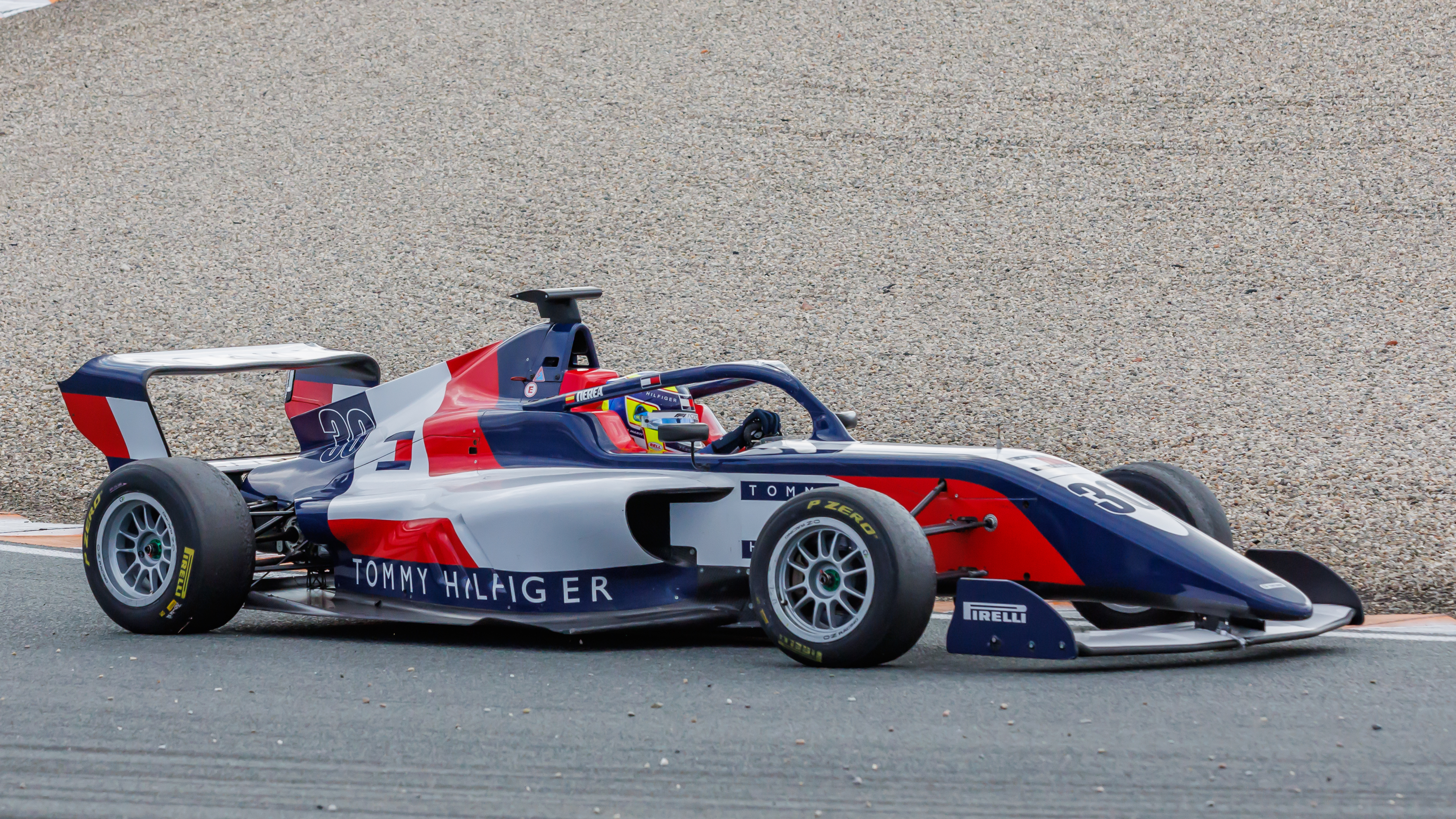
O carro da Tommy Hilfiger F1 Academy

A marca esteve envolvida na Fórmula 1, tendo patrocinado a Equipe Lotus, a Scuderia Ferrari e a Mercedes. A marca também patrocina o multicampeão mundial de Fórmula 1 Lewis Hamilton. Em 2024, a marca assinou um acordo de parceria com a F1 Academy, uma série de corridas de Fórmula 4 exclusivamente feminina, fundada pela Fórmula 1, com o objetivo de se concentrar no desenvolvimento e na preparação de jovens pilotos para progredirem para níveis mais altos de competição. A marca também apoiará Nerea Martí para a temporada de 2024 da F1 Academy.

## Locais
Com sede em Amsterdã, a Tommy Hilfiger Corporation possui lojas emblemáticas globais nos seguintes sete locais:
- Quinta Avenida, Nova York (inaugurado em setembro de 2009)
- Champs-Élysées, Paris (inaugurada em novembro de 2010)
- Brompton Road, Londres  (inaugurado em agosto de 2011)
- Omotesandō, Tóquio (inaugurado em abril de 2012)
- Regent Street, Londres (inaugurado em novembro de 2012)
- Robertson Boulevard, Los Angeles (inaugurado em fevereiro de 2013)
- Schadowstraße, Düsseldorf (inaugurada em agosto de 2013)

A empresa frequentemente opera centenas de lojas em países maiores, e a subsidiária Tommy Hilfiger Japan Corp., por exemplo, opera 170 lojas com 1.000 funcionários em 2014. Em 2015, a marca lançou sua primeira loja na Tailândia. Em novembro de 2022, a empresa inaugurou a primeira flagship store da América Latina na cidade de Bogotá, sendo a 24ª loja na Colômbia.

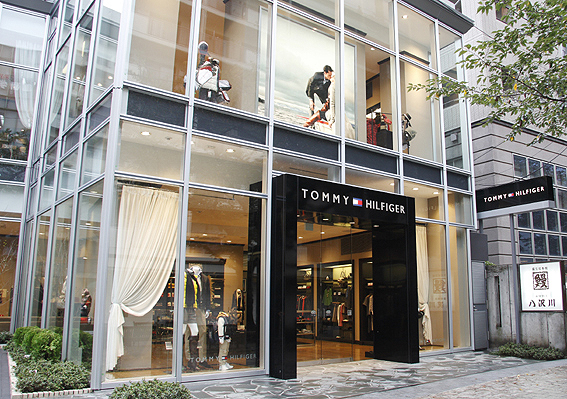
Loja no bairro de Jiyūgaoka, Tóquio, Japão em 2008
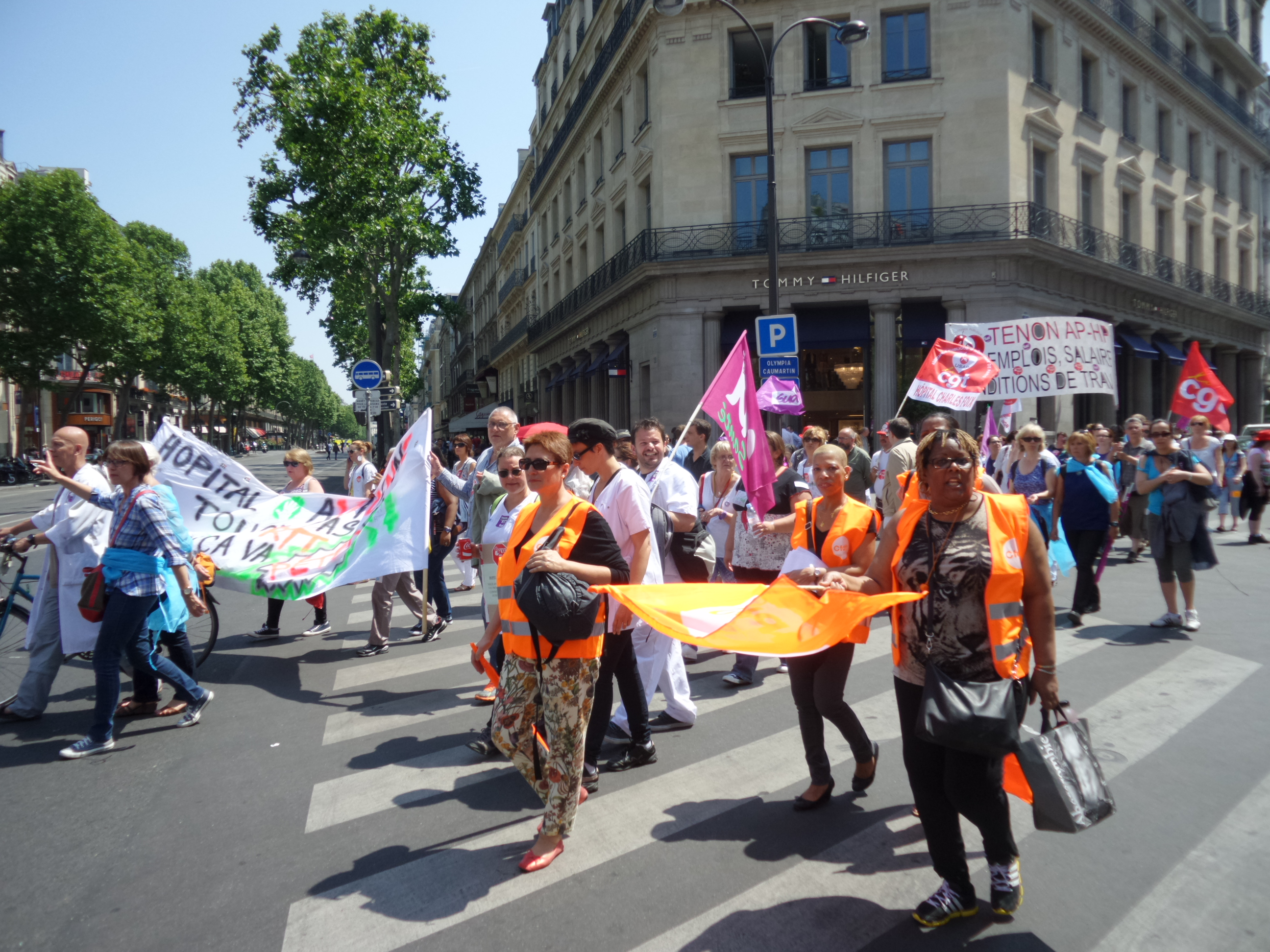
Loja principal em Paris em 2015
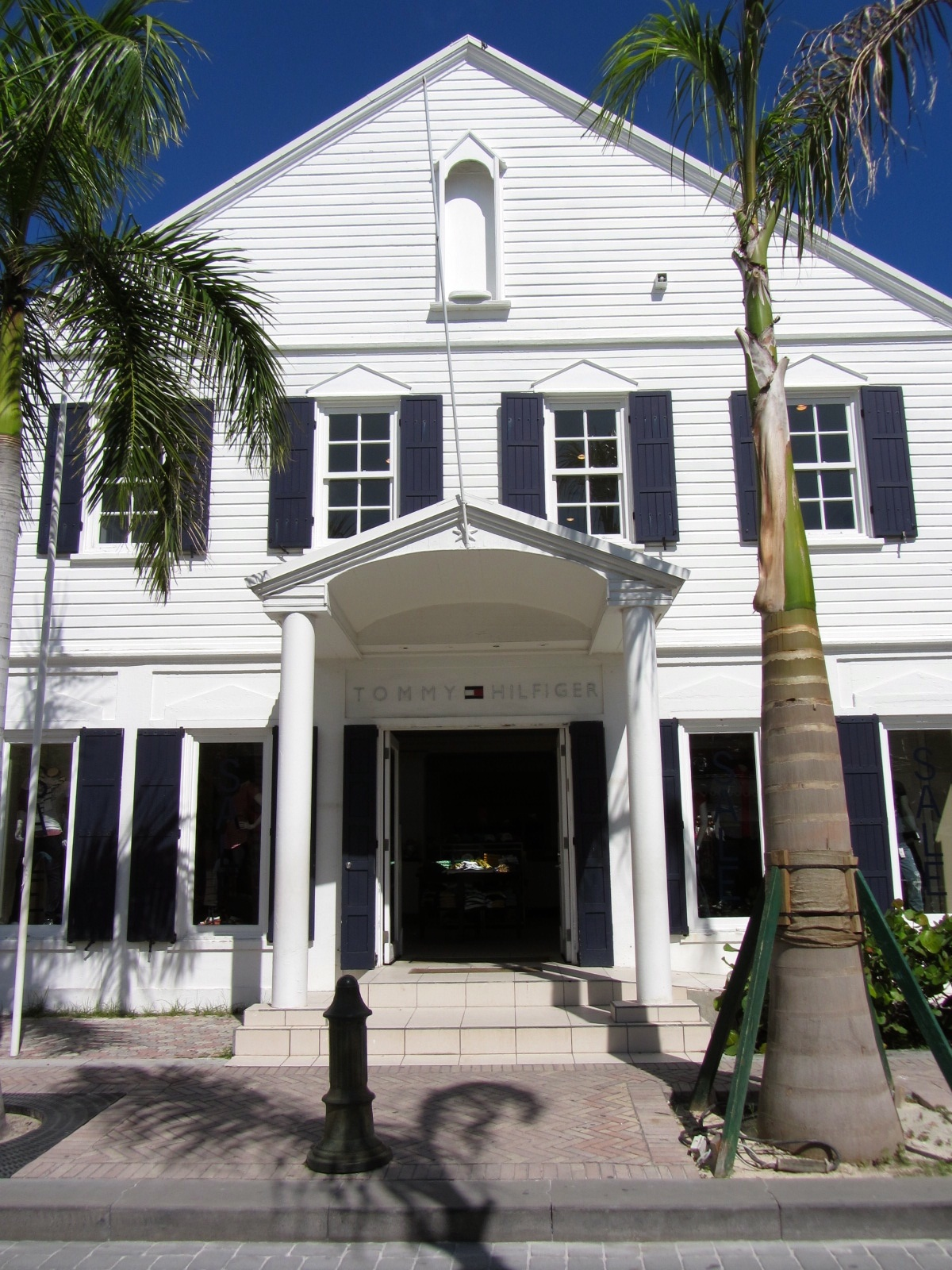
Loja retratada em 2011
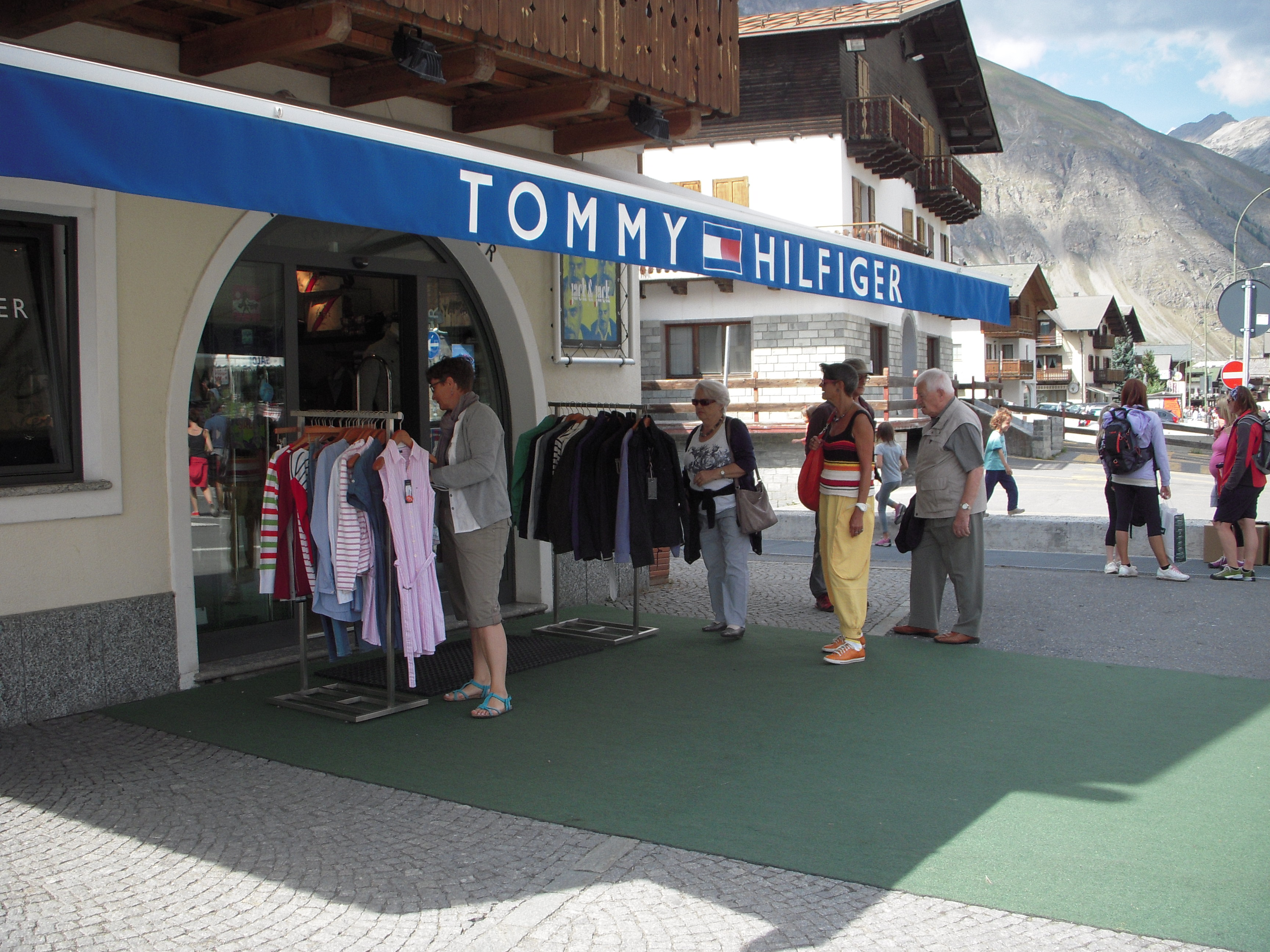
Loja em Livigno, Itália em 2012
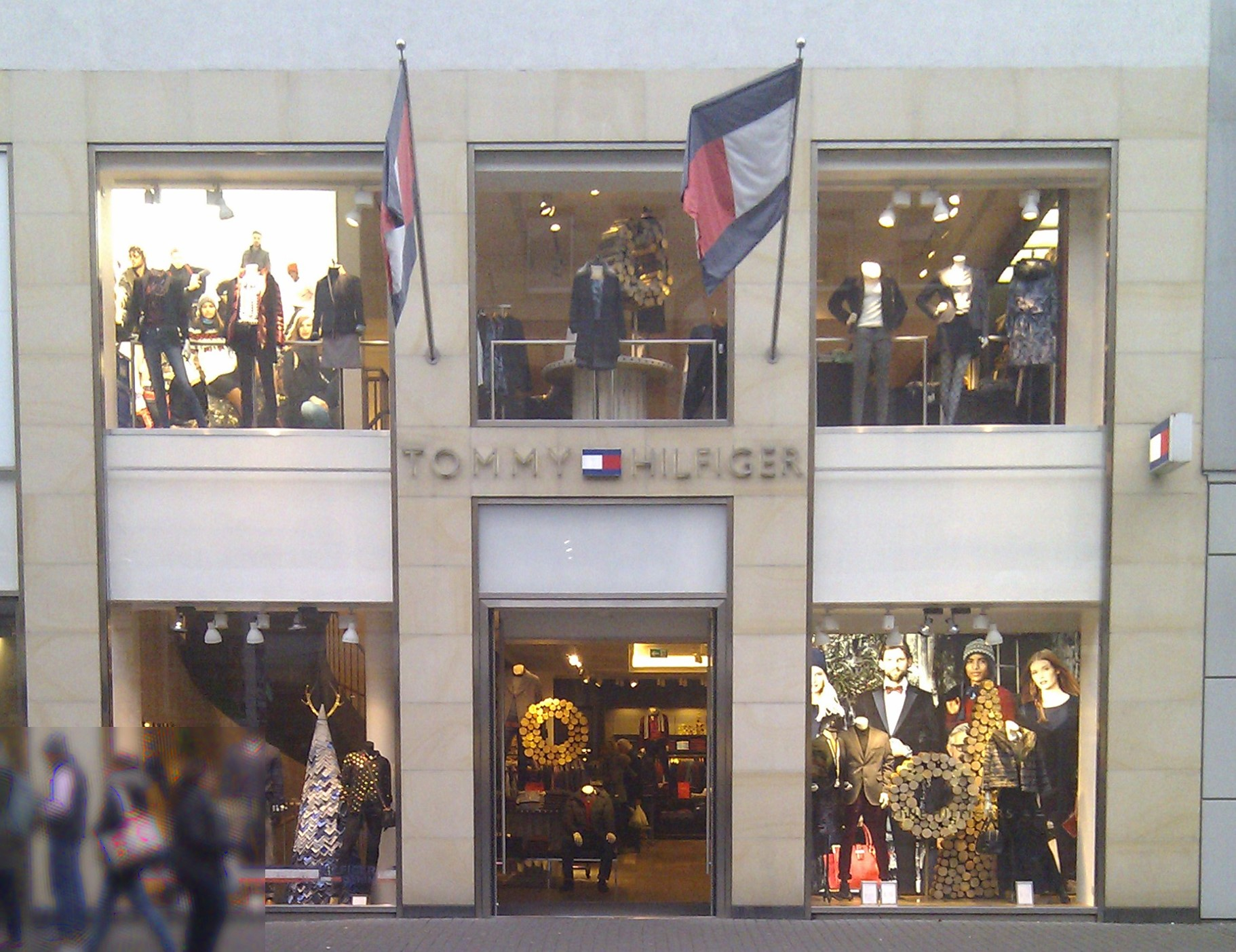
Loja em Mannheim em 2014
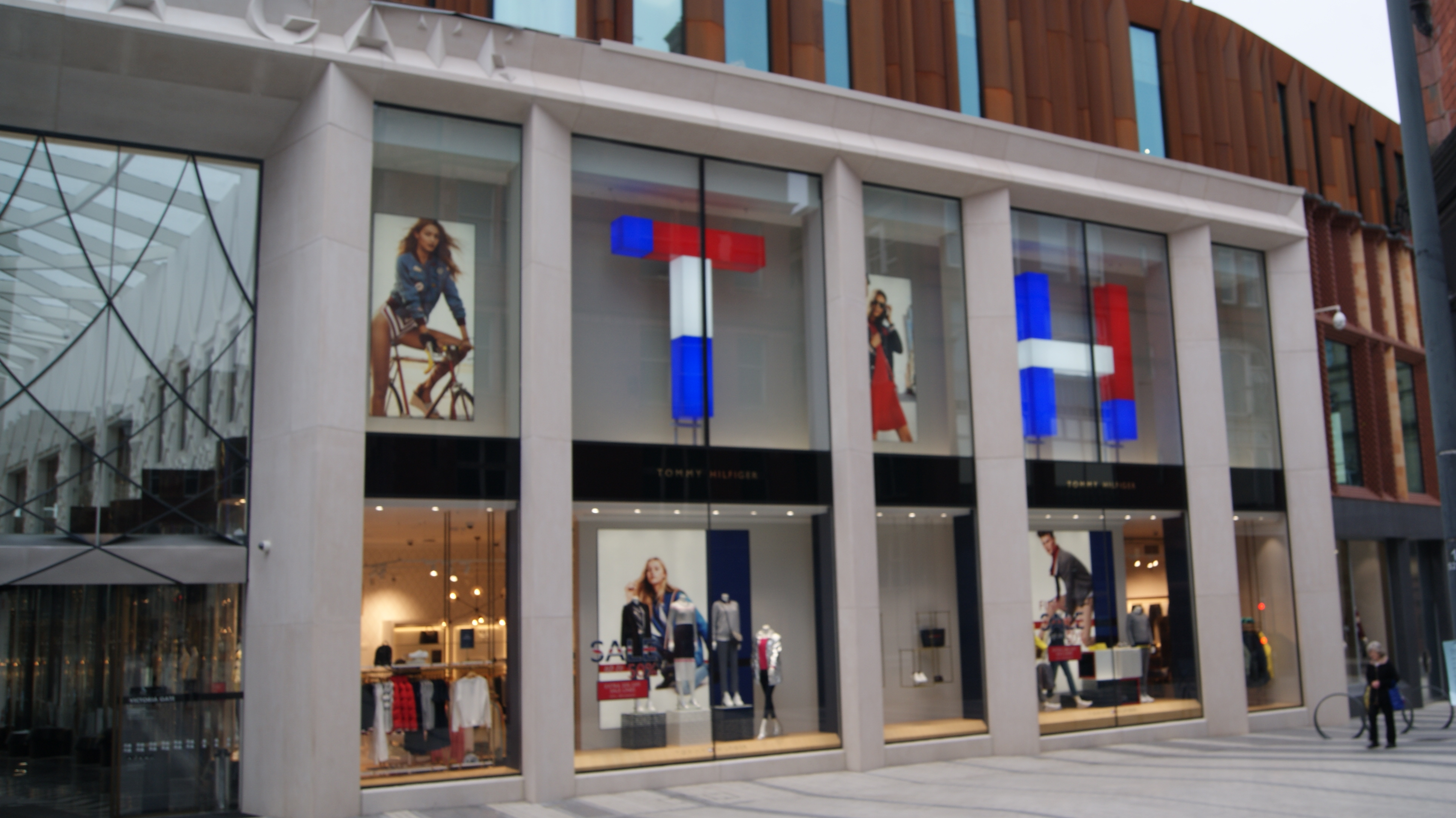
Filial em Leeds em 2017

## Reconhecimento
A seguir está uma lista selecionada de prêmios e reconhecimentos ganhos pela Tommy Hilfiger Corporation:
- 1997: Prêmio FiFi – Fragrância Masculina do Ano - Luxe, pela fragrância "Tommy"
- 1998: Parsons School of Design – Prêmio Designer do Ano
- 1998: Revista GQ – Designer do Ano pela edição 'Homens do Ano'
- 2000: Prêmio FiFi – Melhor Inovação de Marketing do Ano, para Artigos de Higiene Pessoal para Tommy's (série de corrida americana)
- 2002: GQ Alemanha – Designer Internacional do Ano
- 2002: Drug Abuse Resistance Education – Future of America Award, para esforços filantrópicos em prol da juventude americana
- 2006: GQ Espanha – Designer do Ano
- 2008: Women's Wear Daily – Designer nº 1 e marca nº 16 na lista anual "100 List"
- 2009: UNESCO – Prémio de Apoio da UNESCO, para esforços filantrópicos